# Habří (přírodní památka)
Habří  je přírodní památka v okrese Třebíč severozápadně od obce Horní Smrčné. Oblast spravuje Krajský úřad Kraje Vysočina. Důvodem ochrany je velmi zachovalý nejvýše položený habrový les. Památka se nachází 0,5 km severozápadně od obce Horní Smrčné a má výměru 0,4 ha.

## Popis
Z geologického pohledu se nachází památka na balvanitém poli. V památce se nachází černýšové dubohabřiny, habr obecný (Carpinus betulus), bříza bělokorá (Betula pendula), smrk ztepilý (Picea abies), buk lesní (Fagus sylvatica) a borovice lesní (Pinus sylvestris). V podrostu se nachází např. kopytník evropský (Asarum europaeum), bažanka vytrvalá (Mercurialis perennis), bika bělavá (Luzula luzuloides), bika chlupatá (Luzula pilosa), česnáček lékařský (Alliaria petiolata), hluchavka skvrnitá (Lamium maculatum), jaterník trojlaločný (Hepatica nobilis), jestřábník zední (Hieracium murorum), kakost smrdutý (Geranium robertianum), lipnice hajní (Poa nemoralis), plicník lékařský (Pulmonaria officinalis), pstroček dvoulistý (Maianthemum bifolium), sasanka hajní (Anemonoides nemorosa), silenka nicí (Silene nutans), šťavel kyselý (Oxalis acetosella), violka lesní (Viola reichenbachiana) nebo brambořík nachový (Cyclamen purpurascens). V území se nachází žluna zelená (Picus viridis), datel černý (Dryocopus martius), lejsek šedý (Muscicapa striata), veverka obecná (Sciurus vulgaris).
Dříve se na území nacházel značný bukový porost, ale již v minulosti byl téměř zlikvidován těžbou, posléze tak les je typicky středního nebo výmladkového původu. Většina stromů je asi 90 let stará, nově rostou náletové stromové dřeviny.